# Caballo de Troya
Caballo de Troya (Cavall de Troia, en català) és una novel·la en nou parts (vuit d'elles ja publicades) del periodista, escriptor i investigador Juan José Benítez, que tracta d'un viatge en el temps de dos oficials nord-americans per tal de conèixer Jesús de Natzaret i ser testimonis de la seva vida.
Tot i que, en la introducció de la novel·la, i en altres llocs, l'autor insinua que és una història real, ja que, afirma, es tracta de la transcripció del diari personal d'un oficial nord-americà, diversos errors científics en la novel·la fan pensar que és una història de ficció. Per exemple, tot i que el viatge en el temps s'hauria produït a la dècada de 1970, avui dia (2008) la tecnologia utilitzada no solament és inexistent sinó que no té cap mena de base científica, tot i que l'obra en pretén donar molta informació (amb certes reserves, ja que es tractaria de "secrets militars"). També s'hi esmenta que la nau es fa invisible mitjançant l'emissió de radiació infraroja, cosa que és científicament impossible. De fet, en l'epíleg d'una de les edicions del primer volum, J.J. Benítez afirma que "El llibre […] és, per tant, un primer assaig novel·lístic, una novel·la […] en què la figura de l'oficial i, lògicament, el trasllat […] l'any 30 […] són ficció pura.".
S'ha afirmat que J.J. Benítez, més que inspirar-s'hi, podria haver plagiat parts del Llibre d'Urantia, però la Fundació Urantia mai no ha denunciat Benítez. Altres persones sí que han denunciat l'autor, tant per Caballo de Troya com per altres obres seves.
La novel·la ha estat traduïda al francès (Cheval de Troie), a l'italià (Operazione Cavallo di Troia) i al portuguès (Operaçao Cavalo de Tróia), però no al català. Cadascun dels títols fa referència a l'indret on es desenvolupa l'acció d'aquell volum de la novel·la.

## Títols
- Caballo de Troya 1:Jerusalén (1984)
- Caballo de Troya 2: Masada (1986)
- Caballo de Troya 3: Saidan (1987)
- Caballo de Troya 4: Nazaret (1989)
- Caballo de Troya 5: Cesarea (1996)
- Caballo de Troya 6: Hermón (1999)
- Caballo de Troya 7: Nahum (2005)
- Caballo de Troya 8: Jordán (2006)
- Caballo de Troya 9 Caná (2012)